# World Domination Tour
World Domination Tour è stato un tour della band hard rock statunitense Kiss, congiunto al Rocksimus Maximus Tour degli Aerosmith. Questo fu il primo tour con Tommy Thayer e l'ultimo con Peter Criss.

## Storia
Nel 2001 i Kiss tennero l'ultimo concerto del cosiddetto tour d'addio. Tuttavia, il gruppo decise di continuare a suonare dal vivo e così venne integrato un nuovo membro, Tommy Thayer, che sostituì Ace Frehley nel ruolo di Spaceman. Il batterista, Peter Criss, risolse le dispute finanziarie con gli altri membri della band e così concluse il suo ultimo tour. Dopo questo, infatti, venne licenziato l'anno successivo e favorì il ritorno di Eric Singer.

I piani per un tour comune tra Aerosmith e Kiss risalgono agli anni '70, quando entrambe le band ottennero il successo. Il chitarrista Joe Perry ha commentato: "Abbiamo molti fan in comune dagli anni '70, c'è molta sinergia tra di loro".

## Artisti d'apertura[6]
- Aerosmith = 1[7]
- Saliva = 2[8]
- Porch Ghouls = 3[9]
- Ted Nugent = 4[10]
- Automatic Black = 5

## Date[6]
| Data              | Città            | Stato       | Luogo                                   | Artisti d'apertura | Biglietti venduti / Biglietti disponibili | Incasso     |
| ----------------- | ---------------- | ----------- | --------------------------------------- | ------------------ | ----------------------------------------- | ----------- |
| 2 agosto 2003     | Hartford         | Stati Uniti | Meadows Music Centre                    | 1 ; 2              | 18 272 / 24 047                           | $1 155 020  |
| 4 agosto 2003     | Wantagh          | Stati Uniti | Jones Beach Theater                     | 1 ; 2              | 27 820 / 27 982                           | $2 497 636  |
| 6 agosto 2003     | Wantagh          | Stati Uniti | Jones Beach Theater                     | 1 ; 2              | 27 820 / 27 982                           | $2 497 636  |
| 9 agosto 2003     | Bristow          | Stati Uniti | Nissan Pavilion at Stone Ridge          | 1 ; 2              | 21 088 / 22 454                           | $1 510 372  |
| 11 agosto 2003    | Holmdel          | Stati Uniti | PNC Bank Arts Center                    | 1 ; 2              | 16 902 / 16 944                           | $1 241 342  |
| 13 agosto 2003    | Cincinnati       | Stati Uniti | Riverbend Music Center                  | 1 ; 2              | 14 013 / 20 335                           | $884 312    |
| 17 agosto 2003    | Noblesville      | Stati Uniti | Verizon Wireless Music Center           | 1 ; 2 ; 3          | 21 544 / 24 093                           | $1 310 731  |
| 19 agosto 2003    | Columbus         | Stati Uniti | Germaine Amphitheatre                   | 1 ; 2 ; 3          | 18 883 / 20 000                           | $1 141 390  |
| 21 agosto 2003    | Burgettstown     | Stati Uniti | Post-Gazette Pavilion                   | 1 ; 2              | 20 344 / 22 880                           | $1 217 673  |
| 23 agosto 2003    | Darien           | Stati Uniti | Darien Lakes PAC                        | 1 ; 2              | 16 390 / 20 559                           | $1 118 489  |
| 25 agosto 2003    | Boston           | Stati Uniti | Tweeter Center                          | 1 ; 2 ; 3          | 39 743 / 39 800                           | $2 934 551  |
| 27 agosto 2003    | Boston           | Stati Uniti | Tweeter Center                          | 1 ; 2 ; 3          | 39 743 / 39 800                           | $2 934 551  |
| 29 agosto 2003    | Filadelfia       | Stati Uniti | Tweeter Waterfront                      | 1 ; 2              | 19 161 / 24 988                           | $1 233 183  |
| 31 agosto 2003    | Hershey          | Stati Uniti | Hershey Park Stadium                    | 1 ; 2              | 28 967                                    | $1 859 535  |
| 3 settembre 2003  | Cuyahoga Falls   | Stati Uniti | Blossom Music Theatre                   | 1 ; 2              | 14 441 / 18 500                           | $1 062 170  |
| 6 settembre 2003  | East Troy        | Stati Uniti | Alpine Valley Music Theatre             | 1 ; 2              | 19 268 / 34 952                           | $1 359 655  |
| 7 settembre 2003  | Detroit          | Stati Uniti | Comercia Stadium                        | 1 ; 2 ; 4          | 41 655 / 43 323                           | $3 322 345  |
| 12 settembre 2003 | West Palm Beach  | Stati Uniti | Sound Advice Amphitheatre               | 1 ; 2 ; 3          | 18 402 / 19 621                           | $1 262 736  |
| 14 settembre 2003 | Atlanta          | Stati Uniti | HiFi Buys Amphitheatre                  | 1 ; 2 ; 3          | 13 038 / 16 000                           | $1 114 680  |
| 19 settembre 2003 | Charlotte        | Stati Uniti | Verizon Wireless Amphitheatre Charlotte | 1 ; 2 ; 3          | 16 724 / 18 617                           | $1 066 376  |
| 20 settembre 2003 | Walnut Creek     | Stati Uniti | Alltel Pavilion]                        | 1 ; 2 ; 3          | 18 368 / 20 242                           | $1 224 891  |
| 22 settembre 2003 | Nashville        | Stati Uniti | Amsouth Amphitheatre                    | 1 ; 2 ; 3          | 14 441 / 18 606                           | $889 140    |
| 24 settembre 2003 | Bonner Springs   | Stati Uniti | Verizon Wireless Amphitheater           | 1 ; 2 ; 3          | 13 040 / 18 605                           | $837 664    |
| 26 settembre 2003 | Tinley Park      | Stati Uniti | Tweeter Center Chicago                  | 1 ; 2 ; 3          | 17 210 / 28 441                           | $1 309 339  |
| 28 settembre 2003 | Maryland Heights | Stati Uniti | UMB Bank Pavilion                       | 1 ; 2 ; 3          | 16 991 / 20 757                           | $1 107 822  |
| 30 settembre 2003 | Englewood        | Stati Uniti | Fiddlers Green                          | 1 ; 2 ; 3          | 14 764 / 16 500                           | N.D.        |
| 2 ottobre 2003    | Dallas           | Stati Uniti | Smirnoff Music Centre                   | 1 ; 2 ; 3          | 17 317 / 18 500                           | $1 307 853  |
| 4 ottobre 2003    | Selma            | Stati Uniti | Verizon Wireless Amphitheater           | 1 ; 2 ; 3          | 15 219 / 20 000                           | $1 064 099  |
| 5 ottobre 2003    | The Woodlands    | Stati Uniti | Cynthia Woods Mitchell Pavilion         | 1 ; 2 ; 3          | 15 079 / 15 625                           | $1 252 350  |
| 8 ottobre 2003    | Phoenix          | Stati Uniti | Cricket Pavilion                        | 1 ; 2 ; 3          | 14 487 / 19 224                           | $1 040 960  |
| 10 ottobre 2003   | Mountain View    | Stati Uniti | Shoreline Amphitheatre                  | 1 ; 2 ; 3          | 14 012 / 22 000                           | $944 651    |
| 12 ottobre 2003   | Auburn           | Stati Uniti | White River Amphitheatre                | 1 ; 2 ; 3          | 14 949 / 19 770                           | $1 001 234  |
| 14 ottobre 2003   | Marysville       | Stati Uniti | Sleep Train Amphitheatre                | 1 ; 2 ; 3          | 17 667 / 18 500                           | $600 356    |
| 16 ottobre 2003   | Chula Vista      | Stati Uniti | Coors Amphitheatre                      | 1 ; 2 ; 3          | 12 140 / 15 000                           | $930 714    |
| 18 ottobre 2003   | Devore           | Stati Uniti | Hyundai Pavilion                        | 1 ; 2 ; 3          | 20 090 / 40 288                           | $1 405 752  |
| 20 ottobre 2003   | Albuquerque      | Stati Uniti | Journal Pavilion                        | 1 ; 3              | 12 188 / 13 125                           | $824 171    |
| 22 ottobre 2003   | Salt Lake City   | Stati Uniti | Delta Center                            | 1 ; 3              | 8 902 / 12 755                            | $592 400    |
| 24 ottobre 2003   | Las Vegas        | Stati Uniti | MGM Grand Hotel                         | 1 ; 3              | 20 052 / 23 650                           | $1 926 220  |
| 25 ottobre 2003   | Las Vegas        | Stati Uniti | MGM Grand Hotel                         | 1 ; 3              | 20 052 / 23 650                           | $1 926 220  |
| 6 novembre 2003   | Omaha            | Stati Uniti | Qwest Center Omaha                      | 1 ; 5              | 11 893 / 14 554                           | $1 104 640  |
| 8 novembre 2003   | Grand Forks      | Stati Uniti | Alerus Center                           | 1 ; 5              | 12 691 / 14 545                           | $864 155    |
| 10 novembre 2003  | Minneapolis      | Stati Uniti | Target Center                           | 1 ; 5              | 10 732 / 12 686                           | $1 114 392  |
| 12 novembre 2003  | Grand Rapids     | Stati Uniti | Van Andel Arena                         | 1 ; 5              | 6 308 / 9 085                             | $862 321    |
| 14 novembre 2003  | Bridgeport       | Stati Uniti | Arena at Harbor Yard                    | 1 ; 5              | 6 388 / 8 100                             | $782 876    |
| 16 novembre 2003  | New York         | Stati Uniti | Madison Square Garden                   | 1 ; 5              | 15 159 / 15 751                           | $1 475 570  |
| 18 novembre 2003  | Portland         | Stati Uniti | Cumberland Country Civic Center         | 1 ; 5              | 5 657 / 6 900                             | $622 905    |
| 20 novembre 2003  | Washington       | Stati Uniti | MCI Center                              | 1 ; 5              | 11 187 / 18 059                           | $692 498    |
| 22 novembre 2003  | Greensboro       | Stati Uniti | Greensboro Coliseum                     | 1 ; 5              | 12 994 / 14 000                           | $1 186 562  |
| 24 novembre 2003  | Manchester       | Stati Uniti | Verizon Wireless Arena                  | 1 ; 5              | 8 459 / 8 693                             | $1 031 020  |
| 26 novembre 2003  | Boston           | Stati Uniti | FleetCenter                             | 1 ; 5              | 12 169 / 15 106                           | $1 231 375  |
| 28 novembre 2003  | Albany           | Stati Uniti | Pepsi Center                            | 1 ; 3              | 10 165 / 10 938                           | $928 305    |
| 30 novembre 2003  | Auburn Hills     | Stati Uniti | The Palace of Auburn Hills              | 1 ; 3              | 11 056 / 15 064                           | $829 399    |
| 3 dicembre 2003   | Tampa            | Stati Uniti | St. Pete Times Forum                    | 1 ; 3              | 10 633 / 15 174                           | $920 775    |
| 5 dicembre 2003   | Jacksonville     | Stati Uniti | Jacksonville Veterans Memorial Arena    | 1 ; 3              | 11 145 / 12 875                           | $1 091 881  |
| 8 dicembre 2003   | Louisville       | Stati Uniti | Freedom Hall                            | 1 ; 3              | 10 950 / 14 036                           | $831 294    |
| 10 dicembre 2003  | Knoxville        | Stati Uniti | Thompson-Boling Arena                   | 1 ; 3              | 9 481 / 15 000                            | $692 560    |
| 12 dicembre 2003  | Moline           | Stati Uniti | MARK of the Quad Cities                 | 1 ; 3              | 9 188 / 10 469                            | $736 917    |
| 14 dicembre 2003  | Oklahoma City    | Stati Uniti | Ford Center                             | 1 ; 3              | 11 259 / 19 459                           | $1 041 180  |
| 18 dicembre 2003  | Inglewood        | Stati Uniti | The Forum                               | 1 ; 3              | 9 828 / 11 100                            | $916 595    |
| 20 dicembre 2003  | Fresno           | Stati Uniti | Save Mart Center                        | 1 ; 3              | 11 338 / 13 100                           | $975 624    |
| Totale            | Totale           | Totale      | Totale                                  | Totale             | 882 251 / 1 080 344 (81,66%)              | $65 484 656 |

### Date cancellate o rinviate[6]
| Data              | Città          | Stato       | Luogo                       | Motivazione |
| ----------------- | -------------- | ----------- | --------------------------- | --- |
| 15 agosto 2003    | Detroit        | Stati Uniti | Comerica Stadium            | Posticipata a causa del black-out che colpì il nord-est degli Stati Uniti                                        |
| 5 settembre 2003  | Tinley Park    | Stati Uniti | Tweeter Center              | Motivi logistici                                                                                                 |
| 17 settembre 2003 | Virginia Beach | Stati Uniti | Virginia Beach Amphitheatre | Inizialmente posticipato, per condizioni meteorologiche potenzialmente pericolose. Fu successivamente cancellato |

## Scaletta

### Kiss
Questa è una scaletta generale che però non rappresenta la totalità del tour.
1. Detroit Rock City
2. Deuce
3. Shout It Out Loud
4. Let Me Go, Rock'n Roll
5. Lick It Up
6. Firehouse
7. I Love It Loud
8. I Want You
9. Assolo di basso di Gene Simmons
10. God Of Thunder
11. 100,000 Years
12. Black Diamond

Bis
1. Beth
2. Love Gun
3. Rock and Roll All Nite

### Aerosmith
Questa è una scaletta generale che però non rappresenta la totalità del tour.
1. Mama Kin
2. Love in an Elevator
3. Pink
4. Let the Music Do the Talking
5. Jaded
6. Toys In The Attic
7. What It Takes
8. Same Old Song and Dance
9. I Never Loved a Man (The Way I Love You) (cover del brano di Aretha Franklin)
10. Stop Messin' Around (cover del brano dei Fleetwood Mac)
11. Baby, Please Don't Go (cover del brano dei Joe Williams' Washboard Blues Singers)
12. Dream On
13. Cryin'
14. Walk This Way

Bis
1. Sweet Emotion

## Formazione

### Kiss
- Paul Stanley - chitarra ritmica, voce
- Gene Simmons - basso, voce
- Tommy Thayer - chitarra solista, cori
- Peter Criss - batteria, voce

### Aerosmith
- Steven Tyler - voce, pianoforte, fisarmonica
- Joe Perry - chitarra solista, voce
- Tom Hamilton - basso
- Brad Whitford - chitarra ritmica
- Joey Kramer - batteria